# Магут, Джеймс
Джеймс Киплагат Магут — кенийский легкоатлет, бегун на средние дистанции, специализируется в беге на 1500 метров. Серебряный призёр чемпионата мира среди юниоров 2008 года. Чемпион Африки среди юниоров 2009 года. Занял 2-е место на Играх Содружества 2010 года. Бронзовый призёр чемпионата Африки 2012 года с результатом 3.36,35.
Занял 6-е место на Бислеттских играх 2012 года в беге на 1 милю.
Личный рекорд в беге на 1500 метров — 3.33,31.

## Сезон 2014 года
9 мая на этапе Бриллиантовой лиги Doha Diamond League занял 5-е место — 3.30,61. 31 мая на соревнованиях Prefontaine Classic занял 5-е место в беге на 1 милю — 3.49,43.